# Inmigración irregular en Chile
La crisis de la inmigración irregular en Chile (también denominada inmigración ilegal en Chile) hace referencia al ingreso no autorizado de extranjeros al territorio de la República de Chile, principalmente por pasos no habilitados para ello alrededor de las fronteras nacionales, como también de aquellos que han ingresado previa autorización de las autoridades inmigratorias chilenas, pero que excedieron el plazo de permanencia en el país. A partir de los años 2010, Chile se convirtió en un destino concurrido por inmigrantes de otros países latinoamericanos con cerca de dos millones de visados otorgados durante una década (2010-2020), impulsados por la reputación de la imagen país referente a los datos de la economía e indicadores sociales que posicionan a la nación sudamericana en los primeros lugares regionales en ingreso per cápita y otras mediciones de calidad de vida.

## Principales rutas de acceso
- Frontera Norte de Chile continental: por vía terrestre por pasos no autorizados en las fronteras con Perú y Bolivia, siendo Colchane una de los primeros puntos de llegada a un sitio urbanizado.[4]

## Situación legal
El marco legal inmigratorio chileno se rige a través de la Nueva Ley de Migración y Extranjería (Ley Nº 21.325), la cual fue promulgada el 11 de abril de 2021 bajo el segundo gobierno de Sebastián Piñera. Anteriormente a esta modificación, los aspectos legales de la inmigración internacional en Chile se regían por la ley de extranjería de 1975, creada bajo la dictadura militar, pero luego de fuertes críticas por ser considerada "obsoleta" de acuerdo a algunos sectores políticos, bajo el contexto sociopolítico y demográfico contemporáneo y no haber variado desde su creación,se dio urgencia al proyecto de ley presentado durante el primer gobierno de Sebastián Piñera en 2013 por el Ejecutivo. Este tenía como objetivo mejorar la normativa laboral para los inmigrantes, facilitar el reconocimiento de títulos profesionales extranjeros, además de aminorar la "discriminación y desigualdad de trato", entre otros.
A través de la Policía de Investigaciones de Chile (PDI), el cuerpo de policía civil chileno, los inmigrantes que hayan entrado por pasos no autorizados tienen la obligación de realizar una «declaración voluntaria de ingreso clandestino», conocida como autodenuncia. Esto permite a los inmigrantes obtener una citación para presentarse a una unidad policial para verificar su identidad, como también mediante la obtención de sus antecedentes penales y policiales del país de origen evaluar, caso a caso, los pasos a seguir para obtener algún tipo de regularización en el país.

## Autoridades inmigratorias

### Autoridades administrativas
Los asuntos administrativos de los procesos de regularización de inmigrantes indocumentados en Chile se realizan a través del Servicio Nacional de Migraciones, organismo creado en 2021 como sucesor del Departamento de Extranjería y Migración. Es dependiente de la Subsecretaría del Interior, la que a su vez se encuentra subordinada al Ministerio del Interior y Seguridad Pública. 

### Control fronterizo

#### Unidades de patrullaje y control fronterizo
Chile no cuenta con un cuerpo policial o militar destinado exclusivamente al patrullaje y control de sus fronteras que funja como Guardia Fronteriza. En agosto de 2022, la Cámara de Diputadas y Diputados de Chile instó al gobierno de Gabriel Boric a crear una institución profesionalizada destinada exclusivamente a atender los asuntos de frontera. Esto se debe principalmente a la crisis migratoria en el Norte de Chile iniciada en 2020. En Chile tampoco existen centros de internamiento de extranjeros, por lo que todas las detenciones y cumplimientos de condenas de ciudadanos de otros países, se realizan y dan cumplimiento sin distinciones junto a los de nacionalidad chilena en los recintos destinados por las policías y Gendarmería de Chile. Los pasos internacionales chilenos cuentan con las unidades de Control Migratorio de la PDI y de Resguardo del Orden y Seguridad en Frontera de Carabineros de Chile, realizando una labor conjunta entre ambas policías. Para lo referido al control y patrullaje marítimo se encuentra bajo el resguardo de la Dirección General del Territorio Marítimo y Marina Mercante (Directemar), organismo dependiente de la Armada de Chile.

#### Minado y desminado fronterizo
En 1978, el régimen encabezado por Augusto Pinochet ordenó la colocación de más de 20 mil minas antipersonales y antitanque a lo largo de todas las fronteras de Chile, argumentando la protección de la soberanía nacional ante una posible invasión extranjera, en una época de tensión política con los países vecinos: con Juan Velasco Alvarado en Perú enmarcada dentro de la denominada crisis militar chileno-peruana, y con la crisis con Argentina; además de un control al narcotráfico, la trata de personas y el ingreso no autorizado de cualquier persona al Chile continental. Por esta razón, ciudadanos extranjeros eran heridos al activar alguna de estas minas al intentar cruzar a pie la frontera minada por pasos ilegales, donde en algunos casos debían sufrir la amputación de una o ambas extremidades inferiores. En septiembre de 2001, Chile ratificó la Convención sobre la prohibición de minas antipersonales bajo el gobierno de Ricardo Lagos, lo que obligó a Chile a realizar un completo proceso de destrucción de todo el material relacionado con el minado y al desminado completo de todas sus fronteras.

## Historia

### Primer gobierno de Sebastián Piñera
Durante el primer gobierno de Sebastián Piñera se registró un aumento de la inmigración colombiana en la ciudad nortina de Antofagasta.
El sábado 19 de octubre de 2013 fue convocada una manifestación contra la inmigración masiva en la plaza Sotomayor de Antofagasta. La iniciativa surgió tras los serios enfrentamientos a golpes que sostuvieron chilenos y colombianos en el centro de la ciudad tras el partido que enfrentó a las selecciones de ambos países en las clasificatorias del Mundial de Fútbol de 2014, dejando fuera a la selección extranjera. La manifestación no fue autorizada por las autoridades quienes mandaron a Carabineros a impedir su realización. Hasta entonces había 15 mil colombianos en Antofagasta.
Organizaciones como Amnistía Internacional y Ciudadano Global llamaron a que Chile tuviera una política de fronteras abiertas respecto a la inmigración masiva.

### Segundo gobierno de Michelle Bachelet
Durante los años que estuvo en ejercicio este gobierno, la cantidad de inmigrantes viviendo en Chile pasó de 410 988 en 2014 a 1 119 267 en 2017 aumentando así en un 232% y llegando a ser el 6,1% de la población total del país. Aparte del significativo aumento total de inmigrantes, durante ese período las poblaciones extranjeras mayoritarias anteriores al boom migratorio (peruanos, bolivianos y argentinos) no recibieron el mismo aumento que otras (venezolanos, haitianos, colombianos) las visas de venezolanos aumentaron de 8 381 en 2015 a 22 921 en 2016 y finalmente 73 386 en 2017, mientras que los haitianos, con 8 888 visados de entrada en 2015, 23 750 en 2016 y 46 239 en 2017.
La gestión en el área migratoria fue criticada por los sectores políticos contrarios a Bachelet, como por ejemplo, Sebastián Piñera calificó la situación como un "desorden alarmante" refiriéndose a la situación de que gran parte de los inmigrantes entraron como turistas y permanecieron indefinidamente en el país hasta después que esta expiró y que ante esto el gobierno habría sido "permisivo".
También fue criticado el tráfico de personas del cual se vio mayormente afectada la comunidad haitiana, siendo engañada con supuestas oportunidades de trabajo y  siendo traída a través de la polémica aerolínea chilena de bajo costo Latin American Wings (LAW) que existió entre 2015 y 2018. La aerolínea se querelló en 2018 contra agencias de turismo por tráfico de inmigrantes.
Ante esto Heraldo Muñoz comentó que el gobierno tuvo la información de que habían "empresas" en Puerto Príncipe que estafaban a los emigrantes haitianos ofreciéndoles que a cambio de vender sus casas, obtendrían un contrato laboral en Chile, contrato el cual nunca recibirían. Estos abusos causaron al menos 46 000 haitianos se encontraran indocumentados en el país.
En 2017 llegaron 100 mil haitianos a Chile, duplicando la cifra del año anterior. Los inmigrantes llegaron con sobres amarillos que contuvieron documentos personales de cada viajero, entre ellos el pasaporte, la reserva de un hotel y dinero en efectivo para "justificar la solvencia económica de la estadía". Esto entregado por servicios de agencias de viaje que no están enfocadas en el turismo, sino que en la emigración.
Los inmigrantes contaron que a cambio de eso sus familias quedaron amenazadas en Puerto Príncipe. Ellos tuvieron que pagar las remesas y el dinero que les prestaron para sacar la amenaza que pesó sobre sus familias. En marzo de 2018, a días antes de terminar el segundo gobierno de Bachelet, se difundieron las imágenes de un Boeing 767 sin logo con inmigrantes haitianos descendiendo en territorio chileno con los sobres amarillos. El tráfico de inmigrantes es un negocio muy lucrativo para muchas empresas siendo formalizadas por la Fiscalía en 2021 cinco ejecutivos de agencias de viaje, quienes habrían fomentado la llegada de extranjeros bajo la fachada de turismo, cuando en realidad estos buscaban radicarse en el país entre octubre de 2017 y 2018.
Fuentes más cercanas a Bachelet dicen que se trató el tema con un "enfoque humanitario, de inclusión e integración regional" tal como se planteó en el programa de gobierno. Michelle, entre otras medidas, primeramente  lanzó el programa "Chile Reconoce" en el cual se garantizó la nacionalidad chilena a hijos de extranjeros transeúntes. Este tuvo el apoyo de ONGs y el programa de Naciones Unidas, Unicef.  Posteriormente ingresó un nuevo proyecto de ley que tenía como objetivo regular la estadía de personas extranjeras en Chile, establecer medidas de control de accesos, así como fijar un mecanismo para establecer una política nacional migratoria, pero este proyecto fue rechazado en su totalidad por la Comisión de Gobierno de la Cámara de Diputados.

### Segundo gobierno de Sebastián Piñera
Durante el segundo gobierno de Sebastián Piñera y el segundo gobierno de Michelle Bachelet, las cifras de inmigración en Chile alcanzan niveles históricos. Varias comunidades de inmigrantes que anteriormente eran pequeñas, empezaron a alcanzar cifras nunca antes vistas en el país (venezolanos, haitianos, colombianos). Este hecho ha puesto el tema en la discusión política de Chile y el gobierno actuó en la materia.
La primera medida tomada por el gobierno fue la elaboración de una nueva ley en relación con la inmigración, según el gobierno tiene en sus fundamentos "Un sentido de urgencia, una migración segura, ordenada y regular, la igualdad de derechos y obligaciones, la integración, y el respeto a los derechos fundamentales" Además de la regularización de 300 000 inmigrantes ilegales.
En marzo de 2018, apenas asumir y durante una entrevista con Deutsche Welle el mandatario expresó: «vamos a seguir recibiendo venezolanos en Chile, porque tenemos un deber de solidaridad y yo nunca olvido que cuando Chile perdió su democracia, Venezuela fue muy generosa con chilenos que buscaban nuevas oportunidades»
En diciembre de 2018, el gobierno anunció que Chile no firmaría el Pacto Mundial sobre Migración, sin embargo el gobierno sí firmó el Pacto Mundial sobre Refugiados.
A mediados de 2019, a raíz del éxodo masivo de venezolanos de su país, surge una crisis inmigratoria en el Complejo fronterizo Chacalluta, el senador Felipe Kast, integrante de la coalición de gobierno opinó que: "Es positivo que el Gobierno esté implementando una política migratoria ordenada y humanitaria; cerrando las fronteras a personas con antecedentes penales, y apoyando a niños y mujeres que buscan reunirse con sus familiares residentes en Chile" y solicitó "tenderles la mano" gestionando directamente que venezolanos pudieran realizar trámites inmigratorios con su pasaporte vencido. mientras que José Antonio Kast fue más crítico con la gestión y acusó a legisladores estarían creando "puentes para generar flujos migratorios que no estén acordes con el sistema legal establecido en Chile" y afirmó que al país no le corresponde "asumir todas las responsabilidades humanitarias".
El 8 de julio de 2019, la ministra vocera del gobierno, Cecilia Pérez, expresó que se seguirían dejando entrar venezolanos «hasta que el país lo resista. Para que los chilenos estén bien. Eso significa poder tener las demandas pertinentes para poder atender salud, educación, vivienda y trabajo».
La oposición hizo un llamado a tener un "enfoque humanitario" en la materia de inmigración, condenó "los intentos por sembrar odio" y respaldó la gestión del INDH en la crisis.
José Miguel Insulza responsabilizó al gobierno por la crisis, Heraldo Muñoz llamó a "hacer una excepción" y el Frente Amplio afirmó que "Hay una inconsecuencia brutal".
Sebastián Piñera asoció el desempleo en el país con el aumento explosivo de inmigrantes afirmando que: "en los últimos 4 o 5 años, producto de la inmigración, la fuerza de trabajo aumentó en un millón de personas, lo cual significa que la exigencia de crear empleos es mucho mayor que la que teníamos antes, y, por tanto, en parte este aumento muy fuerte de la fuerza de trabajo no ha podido ser contrarrestado uno a uno por la creación de empleos" al igual que el ministro Felipe Larraín quien afirmó que: "Este es un país abierto a la migración, pero eso tiene un efecto en el mercado laboral".
Simultáneamente el 31 de julio de 2019 el canciller Teodoro Ribera firmó un acuerdo con la coordinadora residente del Sistema de las Naciones Unidas en Chile, Silvia Rucks, sobre colaboración en inmigración y refugio, en el marco de los Objetivos de Desarrollo Sostenible de la Agenda 2030.
Rucks manifestó en 2017 que "la población inmigrante, junto a la mapuche, son las que peor trato reciben. Eso tiene que cambiar".
En septiembre de 2019, movimientos de extrema derecha convocaron la «Marcha por Chile», una convocatoria contraria a la inmigración masiva y contra la nueva ley de inmigración del gobierno que, en primera instancia, había sido prohibida por la Intendencia Metropolitana dirigida por Karla Rubilar debido al llamado a portar bastones retráctiles que realizaron algunos movimientos y la denuncia de este hecho interpuesta por el diputado Alejandro Navarro junto con el Colegio de Abogados de Chile y el Instituto Nacional de Derechos Humanos quienes exigieron que la intendencia metropolitana denegara el permiso a la realización de la marcha. Días más tarde fue autorizada y los organizadores registraron la asistencia de "500 chilenos", mientras que otras fuentes situaron la asistencia en 70 personas. El llamado al porte de elementos de defensa a la marcha surgió ante las amenazas de ataque por grupos contrarios antifascistas, quienes se contramanifestaron el mismo día que se llevó a cabo la manifestación.
Luego de que Chile entrara en la fase 4 del coronavirus a mediados de marzo de 2020, el gobierno de Sebastián Piñera decretó el cierre de todas las fronteras terrestres, marítimas y áreas del país para el tránsito de personas extranjeras, a partir del 18 de marzo de 2020.
Aun así la comuna de Colchane experimentó olas inmigratorias sin precedentes provenientes desde Venezuela y que al llegar a Chile los inmigrantes fueron alojados en escuelas para ser posteriormente trasladados a otras zonas del país.
En 2021 se realizaron marchas contra la inmigración en Iquique, siendo una de las más llamativas la del 25 de septiembre de 2021. Ese día se convocó a una marcha en la plaza Arturo Prat que tenía como objetivo principal manifestarse en contra de la inmigración masiva. Los asistentes a la marcha criticaron la política inmigratoria, apuntaron a una falta de medidas por parte del gobierno central y pidieron la renuncia del entonces delegado presidencial regional, Miguel Ángel Quezada. Además, solicitaron el cierre de fronteras. Al término de la marcha un grupo de asistentes a la marcha incendiaron carpas y otras pertenencias de ciudadanos extranjeros que se habían instalado en un campamento improvisado entre las calles Las Rosas y Avenida Aeropuerto, y personal policial se trasladó al lugar.

### Gobierno de Gabriel Boric
Durante el comienzo del gobierno de Gabriel Boric, el gobierno heredó de la administración anterior un Estado de excepción en la frontera con Bolivia en la zona de Colchane, el cual venció el 15 de abril de 2022, pero no fue renovado por el gobierno. El estado de excepción se debe al constante flujo de inmigración masiva por pasos no habilitados en la frontera norte del país.
En abril de 2022 la ministra Izkia Siches dijo en el Congreso conocer de un caso de antes del inicio del gobierno de Boric, en que un avión con inmigrantes expulsados de Chile habría sido devuelto con todos a bordo desde Venezuela. Lo cual resultó ser información falsa y desató polémica.
En enero de 2023 los secuestros en Chile aumentaron en un 77% y la cantidad de detenidos extranjeros superó a los chilenos. En febrero de 2023, el gobierno autorizó desplegar militares en la frontera norte, sin embargo, instruyó siete acciones a realizar previas disparar para las Fuerzas Armadas desplegadas. El 15 de marzo de 2023 el Presidente Boric dijo "quienes vienen a delinquir no son bienvenidos y los vamos a perseguir".
El rechazo a la inmigración aumentó durante el gobierno de Gabriel Boric; en abril de 2023 una encuesta reveló que un 77% de los chilenos cree que los inmigrantes "le hacen mal al país". Ese mismo mes el gobierno gastó $245M en traslado de 60 inmigrantes a Venezuela. Según la PDI entre enero y agosto ingresaron 35 mil inmigrantes ilegales, estimando que la cifra llegaría a 50 mil a finales del año.
En noviembre de 2023 el gobierno instaló parlantes en la frontera para advertir a los inmigrantes que no procedan a pasar al país. El mismo mes el presidente dijo que los inmigrantes que están en situación irregular y todavía no han realizado el trámite de empadronamiento "vamos a buscarlas, vamos encontrarlas y las vamos a expulsar". Según el mandatario, quien no realice el proceso, "se presume sospechoso".
La inmigración venezolana en Chile siguió aumentando durante el gobierno de Boric, teniendo roces con los chilenos por la diferencia de costumbres. Para el 31 de diciembre e 2022, el Servicio Nacional de Migraciones reveló la cifra oficial de 1 625 074 personas extranjeras residentes en Chile.
El Fiscal General de Venezuela, Tarek William Saab, afirmó que en Chile hay una "xenofobia antivenezolana brutal" en diciembre de 2023. Lo que el gobierno de Chile descartó. El 19 de enero de 2024 se abrió sumario por una fiesta de alcohol llevada a cabo en la oficina gubernamental del paso fronterizo de Colchane, mientras inmigrantes ilegales cruzaban la frontera.
La organización criminal venezolana Tren de Aragua expandió sus operaciones en Chile. En 2024, el militar venezolano en retiro y refugiado en Chile, Ronald Ojeda, quien fue opositor a Nicolás Maduro, fue secuestrado y asesinado en Santiago.
En enero de 2024 más de 7300 extranjeros se encontraban recluidos en cárceles chilenas siendo el 14% del total, teniendo mayor presencia en la región Metropolitana, Tarapacá, Antofagasta y Arica y Parinacota. El gobierno comenzó a cavar zanjas en la frontera para evitar robo de autos, medida previamente rechazada por el mismo.
En septiembre de 2024, el alcalde de Colchane, Javier García Choque propuso modificar la Ley de Nacionalidad para desincentivar la inmigración irregular y que sólo se de por «derecho de sangre». En el discurso del presidente Boric ante la Asamblea General de la ONU, dijo: "Chile no está en condiciones de recibir más migración".
Trump nombró a Brandon Judd como embajador de Estados Unidos en Chile. Judd fue miembro de la Patrulla Fronteriza de los Estados Unidos, siendo presidente del sindicato del consejo nacional  y es partidario de la construcción del muro fronterizo Estados Unidos-México.